# Гуменний Юрій Степанович
Гуменний Юрій Степанович (нар. 23 травня 1947, селище Івано-Франкове Яворівського району Львівської області, Україна) — український художник-живописець і графік. Член Національної спілки художників України і її Миколаївської обласної організації з 2006 року. Заслужений художник України (2020).

## Життєпис
Народився 23 травня 1947 в селищі Івано-Франкове Яворівського району Львівської області. Навчався в гідро-будівельному технікумі, звідки за розподілом вперше потрапив до Миколаєва. З 1968 до 1973 року навчався у Львівському державному інституті прикладного і декоративного мистецтва за фахом «декоративно-прикладне мистецтво». Займався гутним склом, художнім куванням.
Ще студентом брав участь в обласних та міських виставках молодих митців, які організовувала Львівська картинна галерея. По закінченню Львівського інституту повернувся до Миколаєва. До 1979 року працював художником-конструктором на заводі «Екватор», брав участь у виставці «Художники — місту». 
В 1979—1981 роках виконував обов'язки художнього редактора Миколаївського обласного поліграфічного видавництва. 
У 1982—1990 роках — художник творчої кваліфікації Миколаївського відділення Художнього фонду УРСР. Брав участь у створенні дитячого містечка «Казка», оформляв інтер'єр Миколаївського академічного українського театру драми та музичної комедії.
Довгий час взагалі нічого не писав. Десятиліттями спеціалізувався на технічному дизайні, книжковій ілюстрації. У «чисте» мистецтво повернувся наприкінці 1990-х — початку 2000-х. Перша персональна виставка відбулась у 2004 році. 
У 2006 році став членом Національної спілки художників України.
У 2013 році був удостоєний звання «Городянин року» в номінації «Мистецтво» щорічної загальноміської програми «Людина року. Городянин року». У 2019 році нагороджений Почесною відзнакою Миколаївської обласної ради «За заслуги перед Миколаївщиною» II-го ступеню. У 2020 році йому присвоєно почесне звання «Заслужений художник України».

## Творчий доробок
Окремі роботи Юрія Гуменного зберігаються в колекції Миколаївського краєзнавчого музею. Живопис і малюнки художника знаходяться у приватних колекціях України, Росії, Словаччини, Ізраїлю та Канади. За тематикою роботи Гуменного різні: натюрморти, пейзажі, портрети.

### Вибрані виставки
Першу свою персональну виставку живопису Гуменний провів у Миколаєві в листопаді 2004 року, відтоді мав 18 персональних і брав участь у такій самій кількості всеукраїнських виставок.
- Республіканська виставка «Тренування» (Київ, 1983);
- Всеукраїнська виставка «Різдво 2004» (Київ, 2004);
- Всеукраїнська осіння виставка «Квіти» (Київ, 2005);
- Всеукраїнська виставка «Мальовнича Україна» (Кропивницький, 2005);
- Всеукраїнська виставка «60-річчя Перемоги» (Київ, 2005);
- Всеукраїнська виставка «Сучасний український пейзаж» (Полтава, 2005);
- Всеукраїнська виставка «Світ Божий, як Великдень» (Миколаїв, 2006);
- Всеукраїнська виставка «Мальовнича Україна» (Одеса, 2006).

## Нагороди
- Звання «Городянин року» в номінації «Мистецтво» (2013);
- Почесна відзнака Миколаївської обласної ради «За заслуги перед Миколаївщиною» II-го ступеню (2019);
- Звання «Заслужений художник України» (2020).